# Кембриджшир
Кембриджшир (англ. Cambridgeshire, МФА /ˈkeɪmbrɪdʒʃər/ або /ˈkeɪmbrɪdʒʃɪər/) — графство в Англії.
Сучасне графство Кембриджшир утворене з історичних графств Кембриджширу та Гантингтонширу, а також острова Ілі та Соук-оф-Пітерборо. Столиця графства — місто Кембридж.